# فندق الريتز كارلتون بالرياض
فندق الريتز كارلتون بالرياض هو فندق فخم في مدينة الرياض، في السعودية. افتتح سنة 2011 والغرض من تشييده أن يكون قصراً ملكياً لضيافة كبار الشخصيات ورؤساء الدول الذين يزورون المملكة، مجموع الغرف والأجنحة فيه 493، موقعه قريب من حي السفارات محاذٍ لمركز الملك عبد العزيز للمؤتمرات.

## التاريخ

### أبرز الضيوف
بين 21-22 مايو 2017، كان الرئيس دونالد ترامب ضيفًا في الفندق لحضور قمة الرياض 2017. كان الرئيس السابق باراك أوباما ضيفًا في عام 2014. وفي أكتوبر 2017، استضاف الفندق مبادرة مستقبل الاستثمار مع أكثر من 3500 ضيف.

### استخدامه كسجن
منذ يوم السبت 4 نوفمبر 2017، تم إغلاق الفندق وأصبح مركز احتجاز لهؤلاء المحتجزين كجزء من اعتقالات 2017 في السعودية. تم إخطار الضيوف المقيمين في الفندق بأنه "نظرًا للحجز غير المتوقع من قِبل السلطات المحلية والذي يتطلب مستوى عالًا من الأمان، لا يمكننا استيعاب الضيوف حتى تتم استعادة العمليات العادية." تم إخراج الضيوف ولم يتم قبول أي حجوزات أخرى. كتب إشعار على موقع الفندق على الإنترنت: "نظرًا للظروف غير المتوقعة، سيتم قطع خطوط الإنترنت والهاتف في الفندق حاليًا حتى إشعار آخر.

### إعادة فتح الفندق للضيوف
وفقًا لـ سي إن إن، أعيد فتح الفندق للضيوف في فبراير 2018.

## الجوائز
جوائز السفر العالمية
- جائزة فندق القصر العالمي الرائد، 2011-2016
- الفندق الرائد في المملكة العربية السعودية، 2012
- فندق الأعمال الرائدة في المملكة العربية السعودية، 2012-2013
- المؤتمر الرائد في المملكة العربية السعودية، 2014-2016

جوائز الفنادق الدولية - سوق السفر العالمي (WTM) لندن
- أفضل فندق جديد في البناء والتصميم، 2012
- أفضل فندق للمؤتمرات في المملكة العربية السعودية، 2012

جوائز التميز السعودي في السياحة
- أفضل فندق سبع نجوم، 2013
- أفضل فندق مُجتمعي، 2013

تقرير روب العربية
- أفضل 100 مُنتجع، 2014

موقع TripAdvisor
- اختيار المُسافر، 2012-2017
- شهادة تميز، 2012-2017